# Chasmodia elinguis
Chasmodia elinguis är en skalbaggsart som beskrevs av Ohaus 1914. Chasmodia elinguis ingår i släktet Chasmodia och familjen Rutelidae. Inga underarter finns listade i Catalogue of Life.